# Bayelsa (estado)
Bayelsa é um estado do sul da Nigéria, no centro da região do Delta do Níger, entre o estado do Delta e o de Rivers. Sua capital é Yenagoa. O idioma falado é o ijó; porém, como no resto da Nigéria, o inglês é o idioma oficial. Bayelsa foi formado em 1996 a partir do estado de Rivers e, assim, é um dos estados mais novos da federação Nigeriana.